# Бенгела (провинция)
Бенге́ла (порт. Benguela) — провинция в Анголе. Административный центр провинции — город Бенгела.

## География
Площадь Бенгелы составляет 31 788 км². На западе выходит к Атлантическому океану. На юге граничит с провинциями Намибе и Уила, на севере — с провинцией Южная Кванза, на востоке — с Уамбо.

## Население
По данным на 2013 год численность населения провинции составляла 1 227 052 человека. По данным переписи 2014 года население составляет 2 036 662 человека.
Динамика численности населения провинции по годам:
| 1995      | 2004      | 2013      | 2014      | 2015      | 2016      | 2017      |
| --------- | --------- | --------- | --------- | --------- | --------- | --------- |
| 702 000   | 912 000   | 1 227 052 | 2 238 521 | 2 294 093 | 2 352 918 | 2 414 094 |
| 2018      | 2019      | 2020      | 2021      | 2022      | 2023      | 2024      |
| 2 477 595 | 2 543 493 | 2 611 074 | 2 679 641 | 2 749 300 | 2 820 137 | 2 892 238 |

## Административное деление
В административном отношении провинция подразделяется на 9 муниципалитетов:
- Баия-Фарта
- Баломбо
- Бенгела
- Бокойо
- Ганда
- Кубал
- Каимбамбо
- Лобиту
- Шонгорои